# Seznam norveških računalnikarjev
Seznam norveških računalnikarjev.

## A
- Harald Tveit Alvestrand

## D
- Ole-Johan Dahl

## J
- Jon Johansen

## L
- Håkon Wium Lie

## N
- Kristen Nygaard

## Y
- Knut Yrvin